# Koenraad De Visscher
Koenraad De Visscher, né le 27 janvier 1979 , est un judoka belge qui évolue dans la catégorie des moins de 100 kg (mi-lourds).
Il est membre du Judo Club Samoerai de Renaix dans la province de Flandre-Orientale.

## Palmarès
Koenraad De Visscher a fait plusieurs podiums dans des tournois internationaux.

Il a été six fois champion de Belgique sénior :
| Chpt de Belgique | Chpt de Belgique | 1998 | 1999 | 2000 | 2001 | 2002 | 2003 | 2004 | 2005 | 2006 | 2007 | 2008 |
| ---------------- | ---------------- | ---- | ---- | ---- | ---- | ---- | ---- | ---- | ---- | ---- | ---- | ---- |
| poids moyens     | -90 kg           | 3e   | -    |      |      |      |      |      |      |      |      |      |
| mi-lourds        | -100 kg          |      |      | 3e   | 1er  | 1er  | 1er  | 2e   | 1er  | 1er  | -    | 1er  |